# Абетка Диявола
Абетка Диявола (англ. Devil's Alphabet) — другий сегмент 22-го епізоду 1-го сезону телевізійного серіалу «Сутінкова зона».

## Синопсис
Група випускників коледжу незадовго до закінчення навчання створює спільноту під назвою «Абетка Диявола». Установчі збори проходять 2 листопада 1876 року. На цих зборах юнаки приймають Статут організації, за яким скасувати засідання можна тільки більшою частиною голосів, при цьому з учасників, які померли, не знімається обов'язок ходити кожен раз на засідання «Абетки Диявола», на яких вони продовжують мати право голосу — так само, як і живі учасники. Крім цього, також офіційно затверджено рішення збиратися на засідання кожен рік 2 листопада, в день заснування спільноти. Для майбутнього укріплення організації голова її, Грант, пробиває собі палець та після цього випиває суміш з вина та власної крові.
Через двадцять років з учасниками «Абетки Диявола» починають відбуватися незрозумілі речі. 2 листопада 1896 року один з членів спільноти, Дівер, після того, як програв свій будинок, заключивши невдале парі, просить візника, щоб той вивіз все його майно. Візник відповідає Діверу, що в його транспорті вільного місця вже немає й тому все майно він вивезти не зможе, після чого Дівер коїть самогубство, вистріливши в себе з пістолета. Від цього моменту на засіданнях «Абетки Диявола» має місце суцільна містика — ім'я Дівера, який загинув, не будучи присутнім на засіданні, з'являється у списку, при цьому ніхто з членів організації спеціально його туди не вносив. На дотик чорнила виявляються свіжими. Крім цього, наповнений келих з вином, залишений спеціально для Дівера, незабаром стає порожнім, хоча його так само ніхто не чіпав.
2 листопада 1897, рівно через рік після цих подій, трапляється наступний трагічний інцидент — Ендрю, ще один учасник «Абетки Диявола», знайдений в своєму домі повішеним. Незважаючи на це, чоловіки, за традицією та згідно зі Статутом, проводять чергове засідання своєї спільноти. Ім'я загиблого Ендрю з'являється в тому самому списку, куди внесено Дівера, при цьому його так само спеціально ніхто з членів організації не вписував. Четверо учасників «Абетки Диявола» наполегливо благають голову організації скасувати наступне засідання, однак він залишається непохитним і заявляє, що воно відбудеться і він буде присутнім на ньому за будь-яких умов. Після цих подій гине ряд учасників спільноти, а також сам Грант, якого знаходять підвішеним на високій стелі.
Через рік, у 1898, в живих залишається тільки двоє членів «Абетки Диявола» — Фредерік та Корнеліус. Вони обоє вже виявляють бажання розпустити організацію, однак поки що не наважуються це зробити. Після цього Корнеліус вбиває сам себе пострілом з пістолета. Наприкінці епізоду Фредерік, єдиний з членів «Абетки», який залишився в живих, скликає засідання, на якому виносить питання щодо закриття організації. Всі її учасники, які з'явилися на засідання у вигляді привидів, одноголосно підтримують цю пропозицію. Після цього Фредерік оголошує «Абетку Диявола» такою, що припинила існування, та закриває засідання.

## Цікаві факти
- Епізод не має оповіді ні на початку, ні в кінці.
- Епізод не є синдикованим.
- Епізод базується на оповіданні Артура Грея «The Everlasting Club» («Вічний Клуб»), написаному під псевдонімом Ingulphus. Вперше оповідання було опубліковане у виданні «The Cambridge Review» за 27 жовтня 1910.

## Ролі виконують
- Бен Кросс — Фредерік
- Гайвел Беннет — Грант
- Роберт Шенкен — Елі
- Вейн Александер — Корнеліус
- Етан Філліпс — Дівер
- Османд Баллок — Ендрю
- Джим Піддок — Браян
- Стюарт Даулінг — кредитор

## Прем'єра
Прем'єрні покази епізоду відбулися в США та Великій Британії 28 березня 1986, одним з перших епізод був показаний також у Нідерландах (18 липня 1990).